# Anita DeFrantz
Anita Lucette DeFrantz (ur. 4 października 1952 w Filadelfii) – amerykańska wioślarka, brązowa medalistka olimpijska i wicemistrzyni świata.

## Kariera
Wystąpiła na igrzyskach olimpijskich w Montrealu w 1976, gdzie osada USA w składzie: Jackie Zoch, Anita DeFrantz, Carie Graves, Marion Greig, Anne Warner, Peggy McCarthy, Carol Brown, Gail Ricketson i Lynn Silliman (sternik) zdobyła brązowy medal w ósemkach. W finale uplasowały się o 5,36 sekundy za osadą NRD i 2,51 sekundy za osadą ZSRR. Był to debiut tej konkurencji w programie olimpijskim i zarazem jedyny start olimpijski DeFrantz. Uzyskała kwalifikację na igrzyska olimpijskie w Moskwie w 1980, jednak ostatecznie nie wystartowała z uwagi na bojkot tych zawodów przez USA.
Ponadto zdobyła srebrny medal w czwórkach ze sternikiem na mistrzostwach świata w Cambridge (1978). 
Kształciła się na Connecticut College i Uniwersytecie Pensylwanii, uzyskując doktorat z prawa. Po zakończeniu kariery została działaczką sportową. Najpierw była członkinią zarządu Vesper Boating Club, następnie został członkinią United States Rowing Association. Wkrótce została wybrana członkinią zarządu Międzynarodowej Federacji Wioślarskiej (FISA), a w latach 1993-2013 była wiceprezydentem tej organizacji. Jednocześnie w 1986 została wybrana członkinią Międzynarodowego Komitetu Olimpijskiego, pełniąc między innymi funkcję jego wiceprezydenta w latach 2017—2021. Była też między innymi członkinią komitetów organizacyjnych igrzysk olimpijskich w Los Angeles (1984), igrzysk olimpijskich w Atlancie (1996) oraz igrzysk olimpijskich w Los Angeles (2028).
W 1980 odznaczona brązowym Orderem Olimpijskim.